# 郑州市第101中学
郑州市第101中学现位于中国河南省郑州市郑东新区列里路心怡路，其前身是创建于1929年的郑州扶轮中学（后为郑州铁路一中）。

## 现状

### 人事
现任校长是李国喜

### 校园
学校占地面积32亩，生均占地面积14.5平方米，建筑面积19941平方米，生均建筑面积12.6平方米。学校绿化面积2740平方米，生均绿化面积1.74平方米。教学拥有先进的理、化、生实验室，其中仪器器材配备达国家规定Ⅰ类标准，演示实验和学生分组实验开出率达100%。
有设备齐全的微机室、电子阅览室、多媒体教室、英语口语培训活动室、科技活动室、劳技室、钢琴房、舞蹈教室、美术画室，可观测天体的大型全方位天文台。还有先进的校园网双向系统，主控室可提供多种教学资料，每个教室配有多媒体教学设备和实物投影仪，可随时调阅主控室的教学资料。学校图书馆藏书种类繁多，藏书达8万余册，达到《规程》中规定的Ⅰ类标准，学生阅览室321平方米，借阅环境安静明亮。学生电子阅览室为学生采集信息、网上阅读提供了方便。教师电子阅览室，可上宽带网查阅最新的教育信息和教学资料、制作课件。每个备课组还配有一台上网电脑，方便教师工作。每个教室和办公室都配有大功率空调，为教师、学生提供了良好的办公、学习和生活条件。
体育设施、器械齐全，符合国家规定标准，300米塑胶跑道的封闭式操场、室内体育馆、健身房使师生体育锻炼风雨无阻，为学校开展丰富多彩的体育活动，提供保证。
学校设有心理咨询室，专职心理教师定期为学生进行心理教育讲座，并在课外活动时间对学生进行个别指导。医务室配备符合国家Ⅰ类标准。学校还建有设备良好的学生食堂、宿舍等生活设施。校史馆资料丰富、图文并茂，定期组织学生参观，接受学校优良传统的爱校教育。

## 历史
郑州铁路一中的前身是1929年创建的平汉铁路郑州扶轮中学( Zhengzhou Rotary Independent School)，1930年改为铁道部立郑州扶轮中学。建校初，学校就提出“学为万人役，行率天下先”的办学宗旨，于1937年在学校成立了中共郑县县委领导下的第一个地下党支部，在中共地下党的领导和进步思想的影响下，她的许多学生走上抗日前线，走向延安，投身革命事业。学校治学严谨，师资力量雄厚，教学成绩突出，1981年被河南省首批命名为重点高中，1997年又被郑州铁路局首批命名为路局示范性高中，2005年成为河南省首批省示范性高中。
抗日战争爆发后，学校于1938年开始先后辗转于西安、汉中、堡城张寨，经过5年的颠沛流离于1942年迁至陕西省蔡家坡。期间，学校虽迁徙多次，但优良传统没变，教师以教学水平高，教风严闻名。学生以刻苦努力著称。学校爱国热情高涨为中华人民共和国培养了大批优秀人才。1950年，郑州扶轮中学改为蔡家坡铁路子弟中学。
1952年，原郑州扶轮中学的部分教师回到郑州，在东三马路原扶轮中学旧址重建郑州铁路职工子弟中学，简称郑州铁中。期间，学校曾设立三个分校。1953年在开封设分校，1955年独立为开封铁中。1954年设立新乡分校，1955年独立为新乡铁中。1957年学校由东三马路迁到陇海东路187号现址。1962年再在郑州设立分校，1963年独立为郑铁二中。同时“郑州铁中”改名为郑州铁路一中。1987年经省教委批准撤消初中部，1989年过渡为高级中学，2005年由郑州铁路局移交郑州市教育局管辖。

## 知名校友
- 吴咏诗：1946年毕业于蔡家坡，前天津大学校长、教授、天津市科协主席。
- 王众托：1947年毕业于蔡家坡，现为中国工程院院士。
- 王石：深圳万科集团创始人、前董事长。

## 其他

### 大事纪
- 2005年
  - 更名为郑州市第一〇一中学